# Quint Nevi Crista
Quint Nevi Crista (en llatí Quintus Naevius Crista) va ser un militar romà que va viure al segle iii aC. Formava part de la gens Nèvia.
Era prefecte dels aliats romans i va servir sota el pretor Marc Valeri Leví en la Segona Guerra Púnica, l'any 214 aC, i en la guerra contra el rei Filip V de Macedònia. Es va distingir per la seva valentia personal i eficàcia militar.